# Огненият ангел
 Тази статия е за романа на Валерий Брюсов.  За операта на Сергей Прокофиев вижте Огненият ангел (опера).  
„Огненият ангел“ (на руски: Огненный ангел) е роман на руския писател Валерий Брюсов, издаден през 1908 година.
Това е първият роман на Брюсов, един от главните представители на руския символизъм. Действието се развива в Рейнланд през XVI век, а в центъра му е рицар, който се опитва да спечели млада жена, увлечена в окултистки практики. Сюжетът е вдъхновен от отношенията на Брюсов с писателите символисти Андрей Бели и Нина Петровска.
Романът е основа на едноименна опера на Сергей Прокофиев.
„Огненият ангел“ е издаден на български през 1929 година в превод на Марин Пундев и отново през 1981 година в превод на Донка Данчева.